# Knollwood, Texas
Knollwood är en ort i Grayson County i Texas. Vid 2010 års folkräkning hade Knollwood 226 invånare.